# Келли, Лиза
Ли́за Энн Ке́лли (англ. Lisa Ann Kelly, ирл. Laoise Ní Cheallaigh; 7 мая 1977, Дублин, Ирландия) — ирландская певица и пианистка.

## Биография
Лиза Энн Келли родилась 7 мая 1977 года в Дублине (Ирландия) в семье музыкантов Донэла и Кэролайн Келли. У Лизы есть две сестры — музыкант Джоанн и Хелен Келли.
Лиза начала свою музыкальную карьеру в 1990-х годах. Келли наиболее прославилась как участница ирландской женской музыкальной фолк-группы «Celtic Woman».
С 2004 года Лиза замужем за танцором Скоттом Портером. У супругов есть четверо детей: сыновья Киэн Портер (род.24.12.2002) и Джек Портер (род.12.08.2004), дочь Элли Портер (род.05.03.2008) и ещё один сын — Гарри Портер (род.04.06.2012).